# Geoff Kabush

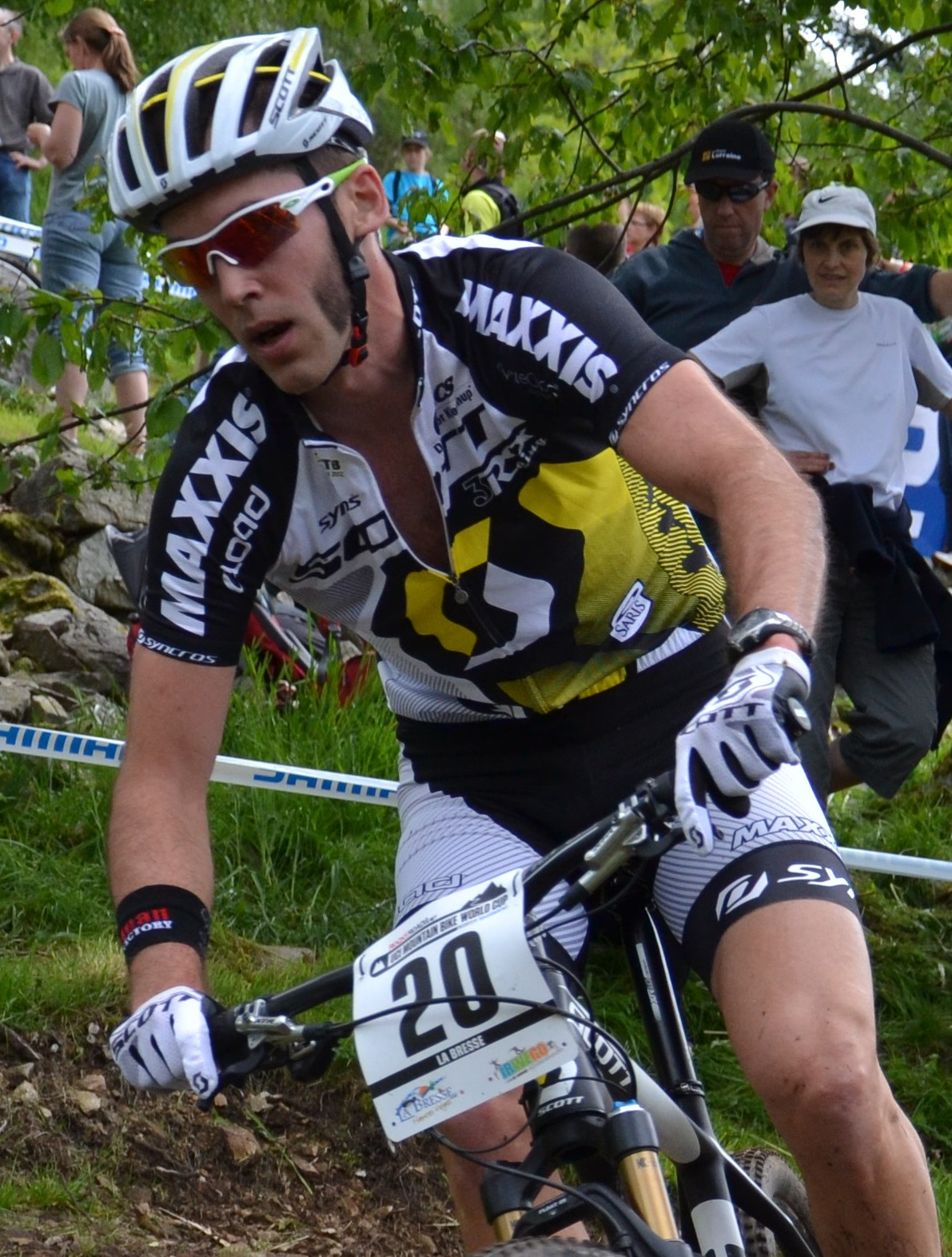
Geoff Kabush beim Weltcup in La Bresse 2012

Geoff Kabush (* 14. April 1977 in Comox) ist ein kanadischer Cyclocross-, Mountainbike- und Straßenradrennfahrer.
Geoff Kabush wurde 2004 Mountainbike-Weltmeister im Cross Country mit der Staffel. 2006 gewann er das Cross Country-Rennen bei den Ozeanienspielen in Rotorua und 2007 wurde er panamerikanischer Meister.
Im Cyclocross gewann Kabush 2004 den Grand Prix of Gloucester. Zwölfmal errang er den Titel eines kanadischen Meister, im Mountainbike sowie wie im Cyclocross (Stand 2015).
Dreimal – 2000, 2008 und 2012 – startete Geoff Kabush im Cross-Country bei Olympischen Spielen. Seine beste Platzierung war der achte Rang bei den Spielen 2012 in London.

## Erfolge – Mountainbike
2004
- Weltmeister – Cross Country-Staffel

2005
- Kanadischer Meister – Cross Country

2006
- Kanadischer Meister – Cross Country

2007
- Panamerikameister – Cross Country
- Kanadischer Meister – Cross Country

2008
- Kanadischer Meister – Cross Country

2009
- Kanadischer Meister – Cross Country

2010
- Kanadischer Meister – Cross Country

2014
- Kanadischer Meister – Cross Country

## Erfolge – Cyclocross
2004/2005
- Grand Prix of Gloucester, Gloucester

2005/2006
- Kanadischer Meister

2008/2009
- Jim Horner Cyclocross Grand Prix, Edmonton
- Kanadischer Meister

2009/2010
- Jim Horner Cyclocross Grand Prix, Edmonton
- Kanadischer Meister

2010/2011
- USGP of Cyclocross – Mercer Cup 1, West Windsor

2012/2013
- BC Grand Prix of Cyclocross, Steveston
- Kanadischer Meister

2013/2014
- Kanadischer Meister
- BC Grand Prix of Cyclocross, Surrey

2014/2015
- Manitoba Grand Prix of Cyclocross, Winnipeg

## Teams
- 2005 Jittery Joe's-Kalahari

- 2007 Symmetrics Cycling Team
- 2008 Team Maxxis
- 2009 Team Maxxis-Rocky Mountain
- 2010 Team Maxxis-Rocky Mountain

- 2012 Scott-3Rox Racing
- 2013 Scott-3Rox Racing
- 2014 Scott-3Rox Racing